# 城巴R11線
城巴R11線是一條往返北角碼頭和香港迪士尼樂園的機場巴士路線，由城巴營運，屬城巴機場快線A11的特別班次。
本路線現時只在特別情況下開辦，包括：
- 在海洋公園因遊人過多而停止售票時提供由金鐘（西）單向不停站前往迪士尼樂園之服務。
- 於每年秋季「聯合國兒童基金慈善跑」完結後向跑手提供由迪士尼樂園單向前往北角碼頭的回程服務，但確實是否開辦有待大會於賽前公佈。
- 迪士尼樂園舉行大型活動時，提供往返北角碼頭和迪士尼樂園的特別服務，去程經中上環及西區海底隧道，回程走線則和路線取消常規服務前的走線無異。

## 歷史
- 2005年3月10日：本線在香港迪士尼樂園未建成前已經規劃，最初編號為D11線。
- 2005年6月22日：香港政府公佈香港迪士尼樂園公共交通安排後，才正名為R11線。
- 2005年8月16日：配合香港迪士尼樂園即將啟用而投入服務。
- 2008年9月1日：取消早上往迪士尼樂園方向之班次，晚上往北角碼頭方向之班次與R21線合併，改經西九龍走廊、荔枝角道、彌敦道、加士居道、紅磡海底隧道、摩利臣山道，然後返回軒尼詩道東行原線，不經西區海底隧道、干諾道中、統一碼頭道、紅棉路，並增設八達通短程分段收費及取消城巴迪士尼樂園快線回程優惠。（按：城巴原本計劃於2008年7月14日作出以上改動）
- 2009年7月27日：取消位於漆咸道北，已停用的牲口站外巴士站。
- 2013年1月14日：取消晚上往北角碼頭方向之班次，由於R22線亦於同日起取消，亦象徵城巴由迪士尼樂園前往市區的常規服務已經全數取消，改為只在有需要時提供臨時服務。
- 2017年3月19日：配合北角碼頭巴士總站封閉，總站遷往北角碼頭公共運輸交匯處，往北角方向於渣華道後改經電照街前往新總站。
- 2017年12月15日：增設實時抵站時間查詢服務。[2]

### 現況
- 由於本路線的收費是由運輸當局而非巴士公司所決定的，雖然使用本路線可免卻轉車及擠迫之苦，但由於港鐵的收費比本路線便宜得多，乘客寧願使用港鐵出入，即使不想「迫港鐵」也可坐R8轉E11(A)(往九龍則轉E21(A))，也比本路線便宜，因此本路線的客量一直欠佳。
- 自從本路線取消早上往迪士尼樂園之班次後，八達通即日回程半價優惠亦間接被取消，因此愈來愈多的乘客不願意使用本路線離開迪士尼，導致本路線的客量進一步下跌。
- 本路線自投入服務以來，可說是「開一班，蝕一班」，因此城巴決定落實《2012-2013年度荃灣區巴士路線發展計劃》的建議，於2013年1月14日取消本路線碩果僅存的服務，改為只於有需要時以臨時形式提供服務。

### 本路線的特別服務
- 由2010年起，於每年11月「聯合國兒童基金會慈善跑」完結後，會向跑手提供由迪士尼樂園單向前往北角碼頭的特別回程服務。
- 每逢農曆新年，前往海洋公園的遊人相當多，於2011年農曆年初三、年初四，海洋公園因遊人過多而停止售票，城巴因而在同年暑假向運輸署申請，一旦出現同樣情況，會臨時以本路線名義，開辦由金鐘（西）開往迪士尼樂園的不停站特別服務，以分流遊人改往香港迪士尼樂園遊玩。於2013年2月12日農曆年初三，海洋公園再次因遊人過多需暫停售票，此項特別服務首次於當日提供。其後2014年2月2日農曆年初三，因海洋公園再次因遊人過多需暫停售票，當日城巴再次提供特別服務，開出一班車由金鐘（西）開往迪士尼樂園。

## 收費
全程收費：$38
| - 本線設有12歲以下小童及65歲或以上長者半價優惠。 - 65歲或以上香港居民使用「樂悠咭」，以及12歲以下合資格殘疾兒童使用「殘疾人士身份」個人八達通繳付車資，均可享有每程$2.0或半價（以較低者為準）的票價優惠；12至64歲合資格殘疾人士使用「殘疾人士身份」個人八達通（包括「樂悠咭」），以及60至64歲香港居民使用「樂悠咭」繳付車資，均可享有每程$2.0或全費（以較低者為準）的票價優惠。 - 65歲或以上長者如使用長者或一般個人八達通繳付車資，則只可享有半價優惠；12至64歲合資格殘疾人士如不使用「殘疾人士身份」個人八達通，以及60至64歲人士如不使用「樂悠咭」繳付車資，必須繳付全費。 - 乘客可以現金或八達通於上車時付款，不設找續。 - 每位成人乘客可免費攜帶最多兩名4歲以下而不佔座位的兒童乘客乘車，超額之4歲以下小童必須繳付小童車費乘車。 - 九龍巴士、城巴及龍運巴士全職員工及家屬（不包括外判職員）可免費乘搭本路線，惟必須拍職員或職員家屬八達通。 - 乘客亦可使用AlipayHK「易乘碼」、支付寶、WeChatHK／微信支付「搭車碼」、銀聯雲閃付「乘車碼」及BOC Pay「乘車碼」、具有感應式支付功能的VISA、Mastercard及銀聯卡，以及Apple Pay、Google Pay及Samsung Pay流動支付平台繳付車資。使用此支付方式的乘客可享有中途下車之分段收費，以及與其他城巴獨營路線或聯營線城巴班次之轉乘優惠，惟不適用於與非城巴路線之轉乘優惠。乘客亦不能享有「公共交通費用補貼計劃」及「長者及合資格殘疾人士公共交通票價優惠計劃」。 |

## 途經街道
- 北角碼頭開經：琴行街、英皇道、糖水道、東區走廊、維園道、告士打道、夏慤道、樂禮街、德立街、金鐘（西）巴士總站、德立街、紅棉路支路、掉頭、紅棉路支路、琳寶徑、遮打道、昃臣道、干諾道中、干諾道西、西區海底隧道、西九龍公路、青沙公路、昂船洲大橋、南灣隧道、長青公路、青衣西北交匯處、青嶼幹線、北大嶼山公路、竹篙灣公路、神奇道及幻想道
- 迪士尼樂園開經：幻想道、迴旋處、神奇道、迴旋處、竹篙灣公路、竹篙灣交匯處、北大嶼山公路、青嶼幹線、青衣西北交匯處、長青公路、長青隧道、青葵公路、西九龍公路、荔灣交匯處、連翔道、東京街西、通州街、西九龍走廊、太子道西、荔枝角道、彌敦道、加士居道、漆咸道南、康莊道、海底隧道、堅拿道天橋、堅拿道東、禮頓道、摩利臣山道、天樂里、軒尼詩道、怡和街、高士威道、興發街、歌頓道、電氣道、渣華道、書局街及海港道。

### 車站一覽
| 北角碼頭開 | 北角碼頭開       | 北角碼頭開             | 迪士尼樂園開 | 迪士尼樂園開     | 迪士尼樂園開         |
| 序號       | 車站名稱         | 位置                   | 序號         | 車站名稱         | 位置                 |
| ---------- | ---------------- | ---------------------- | ------------ | ---------------- | -------------------- |
| 1          | 北角碼頭         | 北角碼頭公共運輸交匯處 | 1            | 迪士尼樂園       | 迪士尼公共運輸交匯處 |
| 2          | 金鐘 （西）      | 金鐘（西）巴士總站     | 2            | 青嶼幹線繳費廣場 | 北大嶼山公路         |
| 3          | 皇后像廣場       | 干諾道中               | 3            | 旺角維景酒店     | 荔枝角道             |
| 4          | 租庇利街         | 干諾道中               | 4            | 旺角中心         | 彌敦道               |
| 5          | 青嶼幹線繳費廣場 | 北大嶼山公路           | 5            | 銀行中心         | 彌敦道               |
| 6          | 迪士尼樂園       | 迪士尼公共運輸交匯處   | 6            | 信和中心         | 彌敦道               |
|            |                  |                        | 7            |                  | 彌敦道               |
| 8          | 勞資審裁處       | 加士居道               |              |                  |                      |
| 9          | 海底隧道收費廣場 | 康莊道                 |              |                  |                      |
| 10         | 南洋酒店         | 摩理臣山道             |              |                  |                      |
| 11         | 灣仔消防局       | 軒尼詩道               |              |                  |                      |
| 12         | 糖街             | 怡和街                 |              |                  |                      |
| 13         | 維多利亞公園     | 高士威道               |              |                  |                      |
| 14         | 興發街           | 興發街                 |              |                  |                      |
| 15         | 歌頓道           | 歌頓道                 |              |                  |                      |
| 16         | 電氣道街市       | 電氣道                 |              |                  |                      |
| 17         | 城市花園         | 電氣道                 |              |                  |                      |
| 18         | 粵華酒店         | 渣華道                 |              |                  |                      |
| 19         | 北角碼頭         | 北角碼頭公共運輸交匯處 |              |                  |                      |

## 外部連結
1. ↑  迪士尼八月起分三階段開放 （页面存档备份，存于），政府新聞網，2005年6月22日
2. ↑  城巴有限公司、新世界第一巴士服務有限公司，〈新巴城巴擴展實時抵站時間服務至74條路線 （页面存档备份，存于）〉［新聞稿］，2017年12月15日。

城巴
- 迪士尼樂園巴士R11線 （页面存档备份，存于）
- 城巴官方網站R11線資料（PDF乳豬紙版） （页面存档备份，存于）

其他
- 681巴士總站 （页面存档备份，存于）